# 卡尔卡松
卡尔卡松（法語：Carcassonne，法語發音：[kaʁkasɔn] ⓘ），法国南部城市，奥克西塔尼大区奥德省的一个市镇，也是该省的省会和人口第二多的城市。卡尔卡松位于奥德省中北部，奥德河畔，是这一地区的政治文化中心，其市镇面积为65.08平方公里，截至2022年1月1日，人口数量为46,429，在法国城市中排名第148位。
卡尔卡松因同名的城堡而闻名，该城堡位于奥德河右岸，始建于罗马时期，是欧洲体量最大的城堡之一，曾为这一地区重要的防御工事，直到1659年，比利牛斯條約將邊境的魯西永大省割讓給法國，该城堡在戰略上的重要性才逐漸消失。1997年，卡尔卡松城堡被納入聯合國教科文組織的世界文化遺產。
此外，流经卡尔卡松的米迪运河也是法国南部重要的旅游景点之一。除觀光業之外，卡爾卡松的經濟活動還包括釀酒、紡織、製鞋等行業。
同名的桌遊卡卡頌的名稱也是因為此城市著名的城牆故取此名。

## 地名来源
当地居民普遍认为，“卡尔卡松”一名来源于卡尔卡夫人传说。相传卡尔卡松城堡曾被查理曼派兵围困了五年，城堡内弹尽粮绝，当时的卡尔卡松在撒拉森王后卡尔卡夫人带领下顽强抵抗，她用最后仅存的粮食把一头小猪喂饱，然后从城墙上往下一掷，小猪摔得皮开肉绽，敌人看见猪肠被粮食填得胀胀的，便以为城里还有充足的粮食。随后，查理曼和撒拉森王议和，老百姓欢庆解围，卡尔卡王后吹起了号角。在法语里，吹号的动作叫，卡尔卡王后吹号演变为，即今日“卡尔卡松”一名的来源。
不过，法国史学家普遍对该传说的真实性表示怀疑，他们认为“卡尔卡松”的名称更有可能来源于古拉丁语单词“Kar”和“Kass”，分别意为“石头”和“橡树”。

## 历史

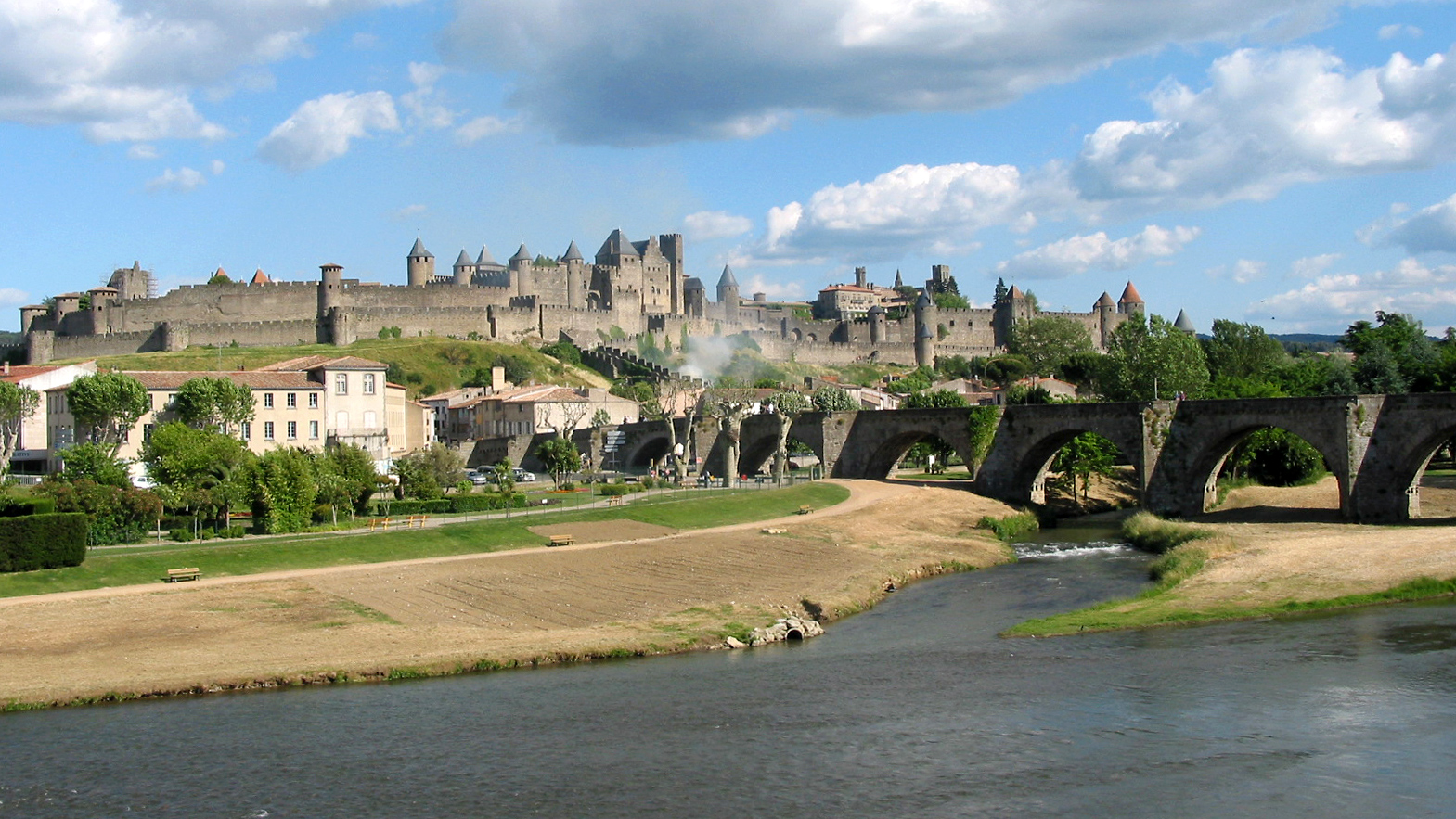
从奥德河左岸眺望卡尔卡松城堡

卡尔卡松早在新石器时期就已出现人类活动。公元前122年，罗马人占领了普罗旺斯和朗格多克，卡尔卡松因地理位置重要而成为了一个军事要塞，卡尔卡松城堡在此期间建成。公元五世纪初，西哥特人占领了此地，但在亚拉里克二世的主张下，卡尔卡松城堡内的历史建筑没有被破坏。尽管西哥特人在公元6世纪初已基本丧失了在法国的统治地位，但其残余势力依然存在于卡尔卡松地区。公元725年，随着倭马亚家族的扩张，撒拉逊人攻占了此地，直到公元759年，在矮子丕平的带领下，撒拉逊人才被迫离开。卡尔卡夫人的传说也出自于这一段历史。宗教战争期间，阿尔比十字军曾在卡尔卡松附近与卡特里派展开了激烈的军事讨伐。中世纪中后期，随着城市的扩张，卡尔卡松逐渐形成两部分：以城堡为中心的“上城”（Ville haute）和奥德河左岸新开辟的“下城”（Ville basse）。英法百年战争时期，黑太子爱德华曾占领这一地区并烧毁了卡尔卡松的下城。1659年，根据《比利牛斯條約》，卡尔卡松及所在的鲁西永地区成为了法兰西王国的一部分。法国大革命后，原鲁西永行省的北部地区成为了奥德省，以境内的奥德河命名，卡尔卡松成为省会并保持至今。2018年3月23日，一名持有武器的恐怖分子在卡尔卡松市和特雷布镇制造恐怖袭击，导致3人丧生，16人受伤，其中至少两人伤势严重。伊斯兰国宣称制造袭击。

## 地理

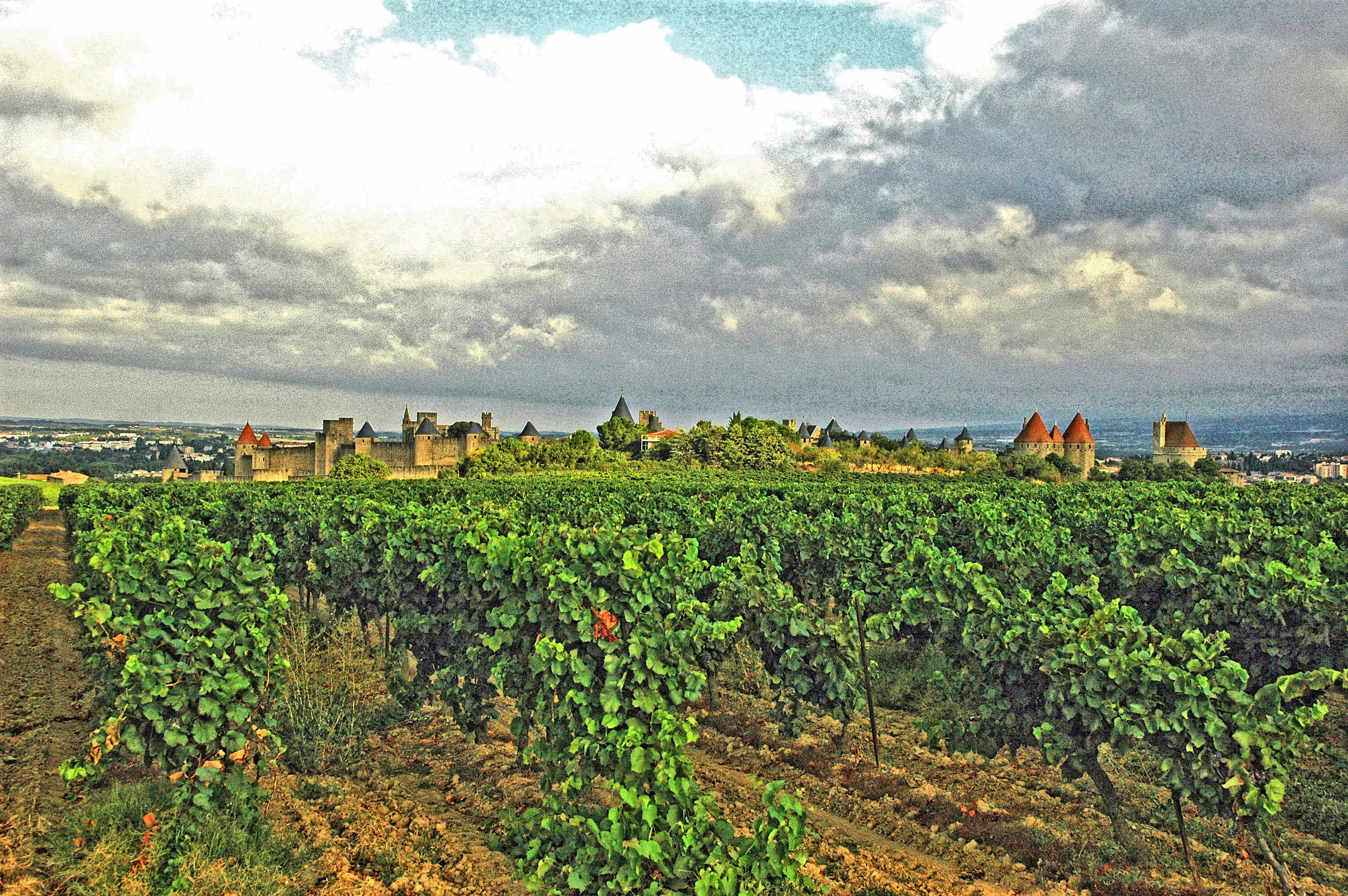
卡尔卡松附近的酒田

卡尔卡松位于法国南部，奥克西塔尼大区的中部偏南和奥德省的中北部，距离大区首府图卢兹大约93公里。与卡尔卡松接壤的市镇包括：贝里亚克、科和索藏斯、卡瓦纳克、卡济亚克、库富朗斯、丰蒂耶斯多德、拉瓦莱特、蒙蒂拉、帕拉雅、佩诺捷、珀藏斯、鲁朗斯、特雷布、维勒迪贝尔、维勒穆斯托苏。

### 地形
卡尔卡松位于法国中央高原和科比耶尔高原之间的河谷地带，市区地势相对平坦，海拔在81至250米之间。

### 地质
卡尔卡松附近地表多为现代沉积物，适宜大部分农作物生长。其中卡尔卡松市区部分的已基本被人工建筑物覆盖。

### 水文
奥德河自西南向东北呈“S”型流经卡尔卡松市区，该河独立流入地中海，不属于法国五大流域当中的任何一个。人工开凿的米迪运河（又译“南运河”）位于奥德河左岸，呈东西走向流经卡尔卡松市区。

### 植被
卡尔卡松属于亚热带常绿硬叶林，市区内的绿地公园主要分布在奥德河两岸。

### 气候
卡尔卡松在柯本气候分类法中属于地中海式气候，夏季炎热干燥，冬季温和湿润。
卡尔卡松市区西郊的萨尔瓦扎（Salvaza）设有气象站，以下为该气象站的数据：
| 卡尔卡松-萨尔瓦扎气象站1981–2010年数据 | 卡尔卡松-萨尔瓦扎气象站1981–2010年数据 | 卡尔卡松-萨尔瓦扎气象站1981–2010年数据 | 卡尔卡松-萨尔瓦扎气象站1981–2010年数据 | 卡尔卡松-萨尔瓦扎气象站1981–2010年数据 | 卡尔卡松-萨尔瓦扎气象站1981–2010年数据 | 卡尔卡松-萨尔瓦扎气象站1981–2010年数据 | 卡尔卡松-萨尔瓦扎气象站1981–2010年数据 | 卡尔卡松-萨尔瓦扎气象站1981–2010年数据 | 卡尔卡松-萨尔瓦扎气象站1981–2010年数据 | 卡尔卡松-萨尔瓦扎气象站1981–2010年数据 | 卡尔卡松-萨尔瓦扎气象站1981–2010年数据 | 卡尔卡松-萨尔瓦扎气象站1981–2010年数据 | 卡尔卡松-萨尔瓦扎气象站1981–2010年数据 |
| 月份                                   | 1月                                    | 2月                                    | 3月                                    | 4月                                    | 5月                                    | 6月                                    | 7月                                    | 8月                                    | 9月                                    | 10月                                   | 11月                                   | 12月                                   | 全年                                   |
| -------------------------------------- | -------------------------------------- | -------------------------------------- | -------------------------------------- | -------------------------------------- | -------------------------------------- | -------------------------------------- | -------------------------------------- | -------------------------------------- | -------------------------------------- | -------------------------------------- | -------------------------------------- | -------------------------------------- | -------------------------------------- |
| 历史最高温 °C（°F）                    | 21.1 (70.0)                            | 23.6 (74.5)                            | 27.3 (81.1)                            | 31.0 (87.8)                            | 35.2 (95.4)                            | 39.8 (103.6)                           | 40.2 (104.4)                           | 41.9 (107.4)                           | 36.4 (97.5)                            | 31.0 (87.8)                            | 26.2 (79.2)                            | 22.4 (72.3)                            | 41.9 (107.4)                           |
| 平均高温 °C（°F）                      | 9.7 (49.5)                             | 11.1 (52.0)                            | 14.4 (57.9)                            | 17.0 (62.6)                            | 21.0 (69.8)                            | 25.4 (77.7)                            | 28.6 (83.5)                            | 28.3 (82.9)                            | 24.5 (76.1)                            | 19.3 (66.7)                            | 13.5 (56.3)                            | 10.2 (50.4)                            | 18.6 (65.5)                            |
| 平均低温 °C（°F）                      | 3.1 (37.6)                             | 3.5 (38.3)                             | 5.6 (42.1)                             | 7.7 (45.9)                             | 11.4 (52.5)                            | 14.8 (58.6)                            | 17.2 (63.0)                            | 17.0 (62.6)                            | 14.0 (57.2)                            | 11.2 (52.2)                            | 6.6 (43.9)                             | 3.8 (38.8)                             | 9.7 (49.5)                             |
| 历史最低温 °C（°F）                    | −12.5 (9.5)                            | −15.2 (4.6)                            | −7.5 (18.5)                            | −1.6 (29.1)                            | 0.9 (33.6)                             | 6.0 (42.8)                             | 8.4 (47.1)                             | 8.2 (46.8)                             | 2.9 (37.2)                             | −2.0 (28.4)                            | −6.8 (19.8)                            | −12.0 (10.4)                           | −15.2 (4.6)                            |
| 平均降水量 mm（）                      | 69.3 (2.73)                            | 54.1 (2.13)                            | 54.3 (2.14)                            | 73.1 (2.88)                            | 56.7 (2.23)                            | 45.9 (1.81)                            | 28.5 (1.12)                            | 42.6 (1.68)                            | 42.5 (1.67)                            | 59.5 (2.34)                            | 59.5 (2.34)                            | 62.5 (2.46)                            | 648.5 (25.53)                          |
| 平均降水天数                           | 9.4                                    | 7.9                                    | 8.0                                    | 9.5                                    | 7.5                                    | 5.0                                    | 4.1                                    | 5.5                                    | 5.4                                    | 7.8                                    | 8.7                                    | 8.8                                    | 87.5                                   |
| 平均降雪天数                           | 2.1                                    | 2.1                                    | 0.9                                    | 0.3                                    | 0.0                                    | 0.0                                    | 0.0                                    | 0.0                                    | 0.0                                    | 0.0                                    | 0.6                                    | 1.4                                    | 7.4                                    |
| 平均相對濕度（％）                     | 82                                     | 79                                     | 74                                     | 74                                     | 72                                     | 69                                     | 64                                     | 68                                     | 73                                     | 80                                     | 82                                     | 84                                     | 75.1                                   |
| 月均日照時數                           | 97.2                                   | 119.6                                  | 172.6                                  | 188.1                                  | 214.7                                  | 239.7                                  | 275.4                                  | 260.4                                  | 212.9                                  | 144.6                                  | 102.5                                  | 91.6                                   | 2,119.3                                |
| 来源1：Météo France                    |                                        |                                        |                                        |                                        |                                        |                                        |                                        |                                        |                                        |                                        |                                        |                                        |                                        |
| 来源2：Infoclimat.fr                   |                                        |                                        |                                        |                                        |                                        |                                        |                                        |                                        |                                        |                                        |                                        |                                        |                                        |

## 行政区划

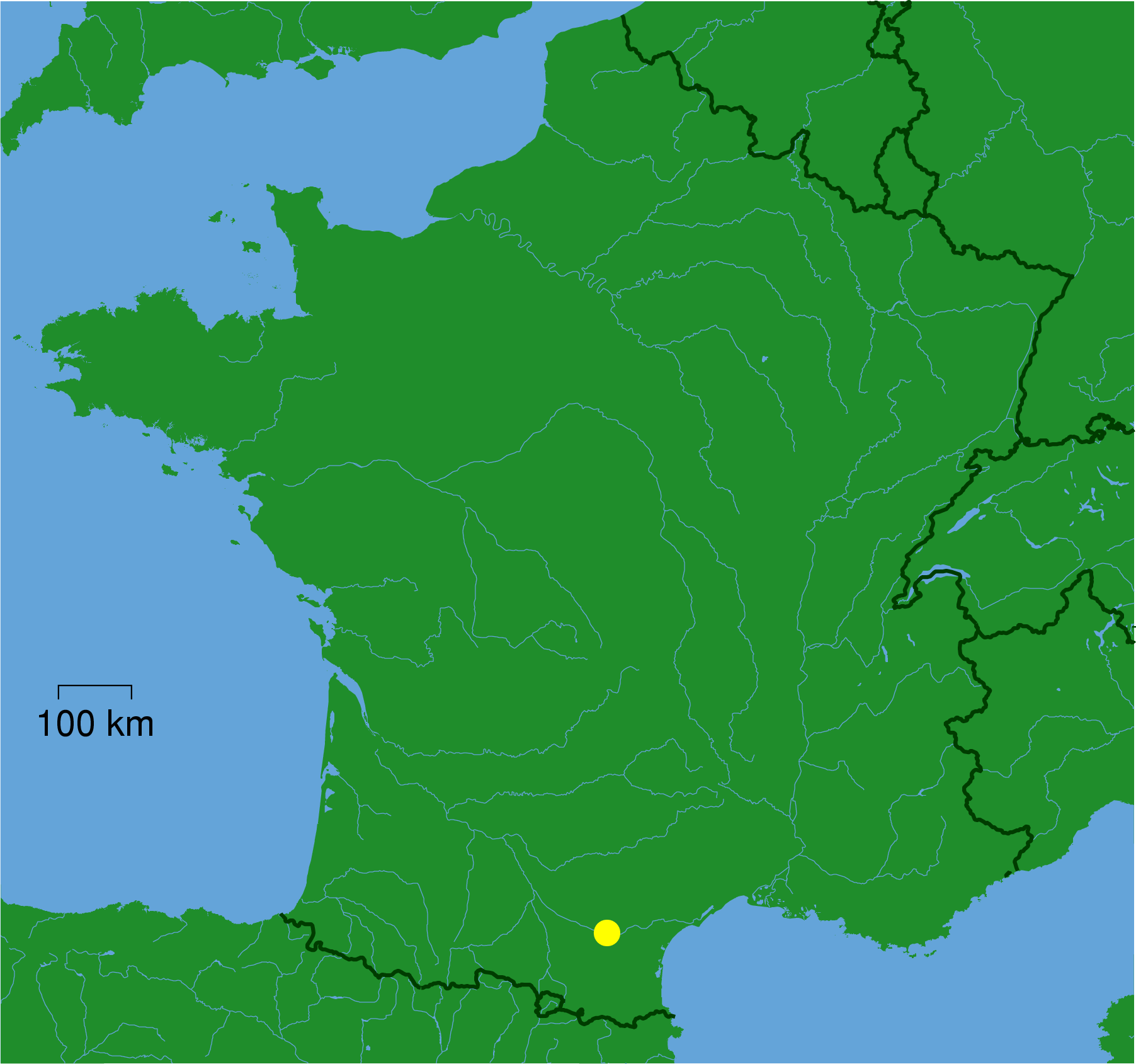
卡尔卡松在法国的位置

卡尔卡松是法国奥克西塔尼大区奥德省的一个市镇，编号为11069，它也是奥德省的省会。卡尔卡松下辖卡尔卡松区，管理卡尔卡松第一县、第二县和第三县，同时也是卡尔卡松城市圈公共社区的办公驻地。
卡尔卡松市政府按照地理方位将卡尔卡松市镇分为了东南西北四个部分，每个部分内再划分出多个街区，其中拉巴尔巴卡讷街区（La Barbacane）实行自治制度。
法国国家统计与经济研究所（简称）在进行数据统计时，将卡尔卡松及相邻的贝里亚克、卡济亚克共3个市镇设为卡尔卡松城市核心区，并将周边另外68个市镇划为卡尔卡松城市区。同时，还将卡尔卡松市镇分为了21个“块区”（IRIS），以便于统计人口分布情况。

## 交通

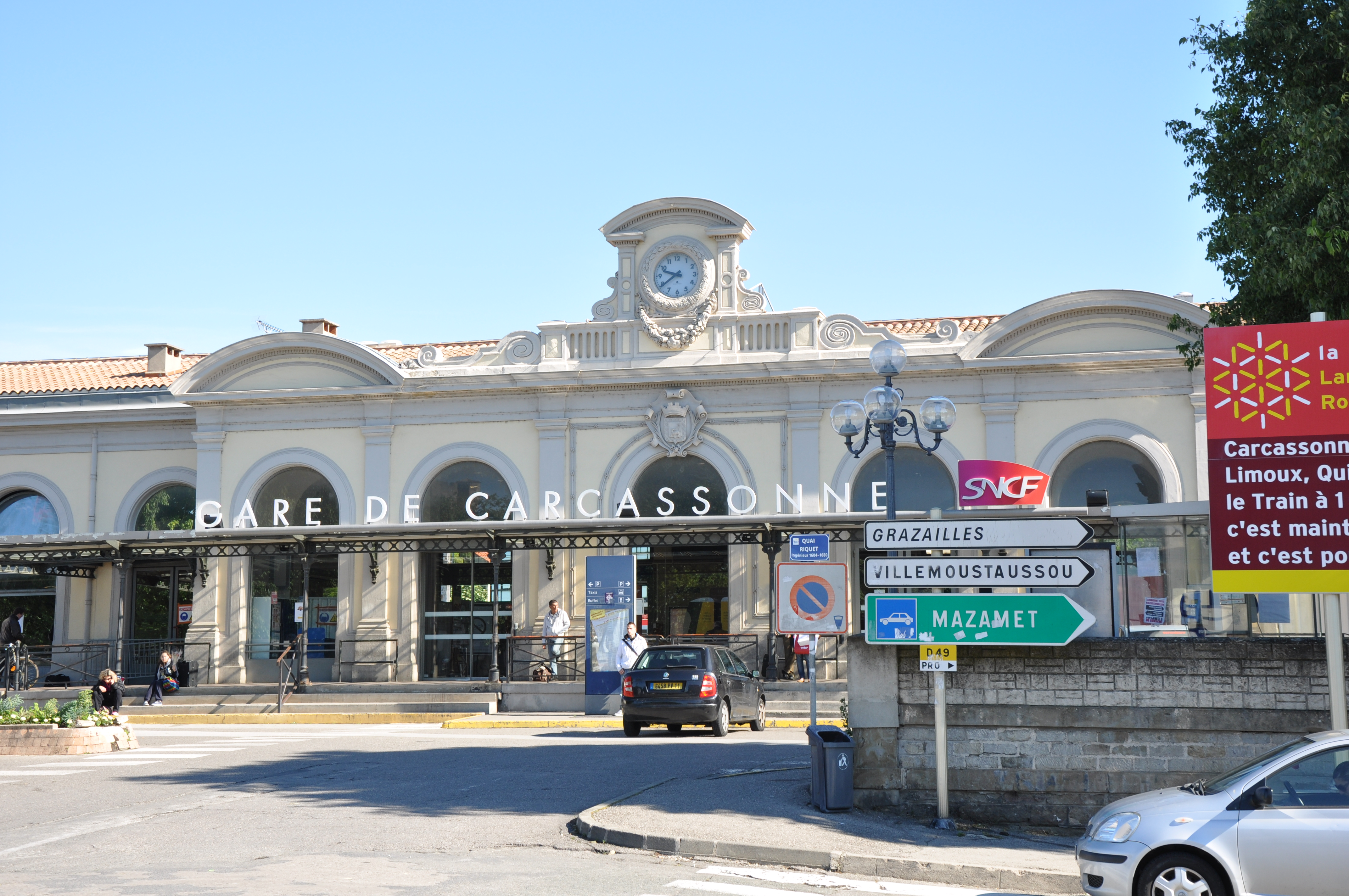
卡尔卡松火车站

### 公路
法国国家A61号高速公路经过卡尔卡松市区南部，并设有23号（卡尔卡松西/马扎梅）和24号（卡尔卡松东/特雷布）两个出入口。此外，法国国道N113线和多条奥德省省道在卡尔卡松交汇。
奥克西塔尼综合线路网开通多条连接卡尔卡松和卡斯泰尔诺达里、纳博讷、利穆等地的常规或学生巴士线路。
2017年，65.1%的卡尔卡松家庭拥有至少一辆的私人汽车。2018年，卡尔卡松境内共发生各类交通事故143起，造成6人遇难，187人受伤。

### 铁路
卡尔卡松位于波尔多－塞特铁路上，由卡尔卡松前往利穆方向的铁路亦由此出发。卡尔卡松火车站是卡尔卡松市区内唯一的客运铁路车站，该站每天开行前往里昂的高速列车，往返于波尔多和马赛之间的城际列车和前往图卢兹、蒙彼利埃、尼姆、佩皮尼昂、利穆等地的区域列车。2017年，卡尔卡松站累计发送旅客数量82万人次。

### 航空

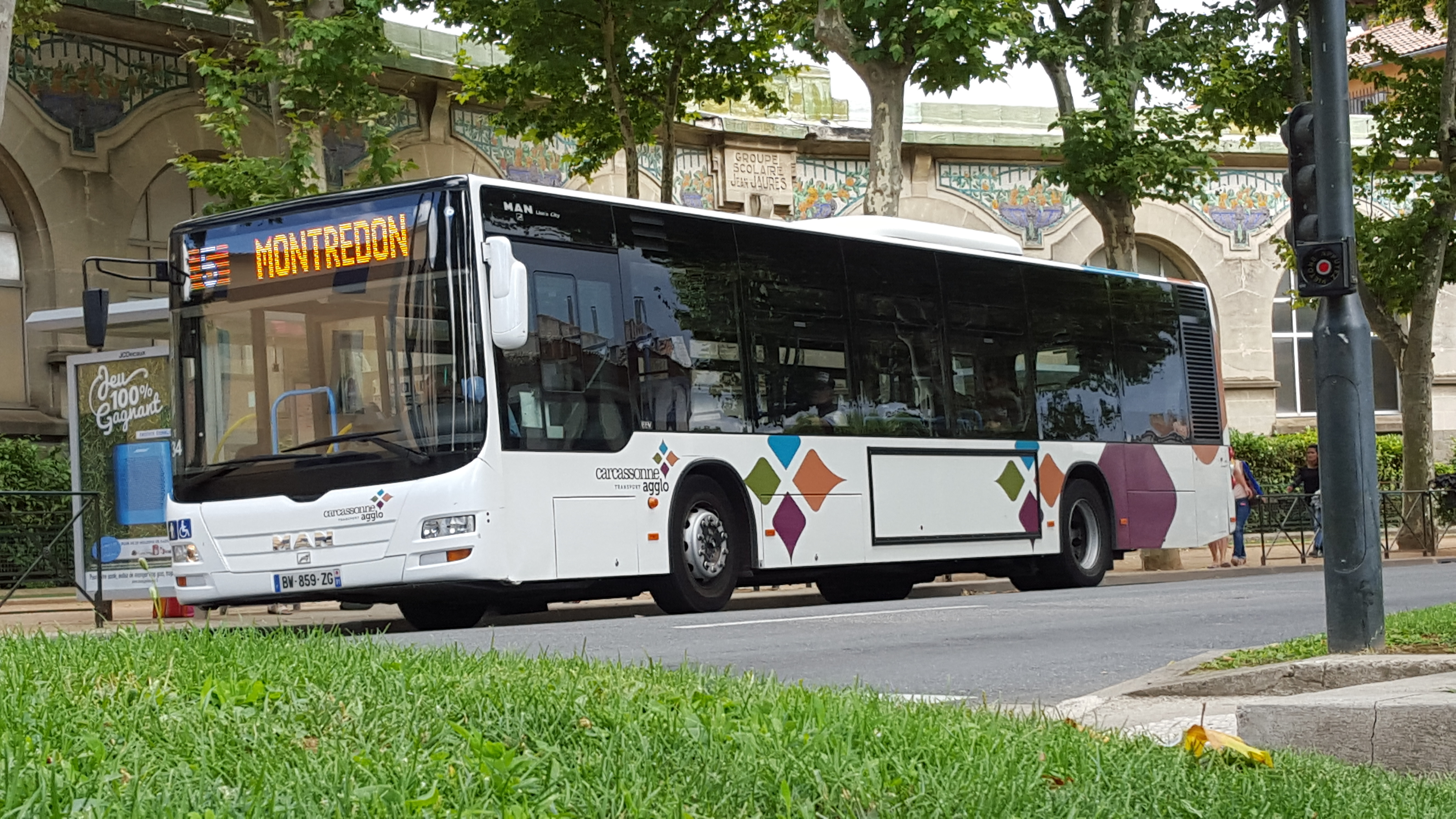
卡尔卡松街头的一辆公共汽车

卡尔卡松-萨尔瓦扎机场位于卡尔卡松市区西部，该机场开行前往沙勒鲁瓦、伦敦、曼彻斯特、波尔图等欧洲城市的固定航线。

### 水运
米迪运河流经卡尔卡松市区，平均宽度在10米以上，由船闸控制水量，供私人游轮开行。

### 城市公共交通
卡尔卡松城市公共交通（商业名称为）下辖11条市区公交线路和12条郊区公交线路，另有机场摆渡巴士、城堡摆渡巴士、定制公交线路和无障碍巴士线路各一条，其线路网覆盖了整个卡尔卡松城市圈公共社区以及相邻的一些市镇。

## 政治
现任卡尔卡松市长热拉尔·拉拉先生，为法国民主联盟的一名成员，在2020年的市政选举中获得32.8%的支持率。
| 卡尔卡松历届市长 |                        |                      |
| 任期             | 市长                   | 党派                 |
| 1945年－1947年   | 亨利·古                | RAD激进党            |
| 1947年－1950年   | 菲利普·苏姆            | RAD激进党            |
| 1950年－1953年   | 马塞尔·伊塔尔-隆格维尔 | 不详                 |
| 1953年－1968年   | 朱尔·菲尔              | SFIO工人国际法国支部 |
| 1968年－1981年   | 安托万·盖罗            | SFIO工人国际法国支部 |
| 1981年－1983年   | 费尔南·安瑟利          | PS社会党             |
| 1983年－2005年   | 雷蒙·舍萨              | RPR保衛共和聯盟      |
| 2005年－2009年   | 热拉尔·拉拉            | UDF法国民主联盟      |
| 2009年－2014年   | 让-克洛德·佩雷         | PS社会党             |
| 2014年－         | 热拉尔·拉拉            | UDF法国民主联盟      |

在2017年法国大选的第一轮选举中，国民阵线主席让-玛丽·勒庞在卡尔卡松获得了25.07%的支持率，居所有候选人首位；但在第二轮选举中则仅以39.94%的支持率败给了法国第25任总统马克龙。

## 经济
卡尔卡松是一个区域性的中心城市，当地共有各类用人单位8,989家，其中98.56%为中小型企业（PME），平均历史为16年，行政、医疗及社会服务是当地的主要就业岗位类型。

## 财政收入
2018年，卡尔卡松的财政收入总额为67,792,400欧元，财政支出总额为61,036,600欧元，当年的债务总额为58,937,000欧元。
2015年，卡尔卡松的人均收入总额为2,348欧元，其中高职人员为3,846欧元，普通职员为1,751欧元。
2017年，卡尔卡松境内的青壮年（15至64岁）失业率为23.5%，当地34.6%的家庭拥有纳税资格。

## 人口
2017年，卡尔卡松市镇人口数量为46,031，在法国排名第148位。其中男性21,178人，女性24,853人，75岁及以上人口占10.1%，外籍人口数量为11,639人，人口密度为707人/平方公里，当地居民被称为（男性）或（女性）。2018年，卡尔卡松境内出生505人，死亡人口568人。
当地居民被称为（男性）或（女性）。
| 年份   | 1936   | 1946   | 1954   | 1962   | 1968   | 1975   | 1982   | 1990   | 1999   | 2006   | 2011   | 2016   | 2017   |
| ------ | ------ | ------ | ------ | ------ | ------ | ------ | ------ | ------ | ------ | ------ | ------ | ------ | ------ |
| 人口數 | 33,441 | 38,139 | 37,035 | 40,897 | 43,616 | 42,154 | 41,153 | 43,470 | 43,950 | 46,639 | 47,268 | 45,895 | 46,031 |

尽管卡尔卡松为奥德省的省会，但卡尔卡松并不是该省人口最多的市镇，其数量少于同省的纳博讷。

## 社会事务

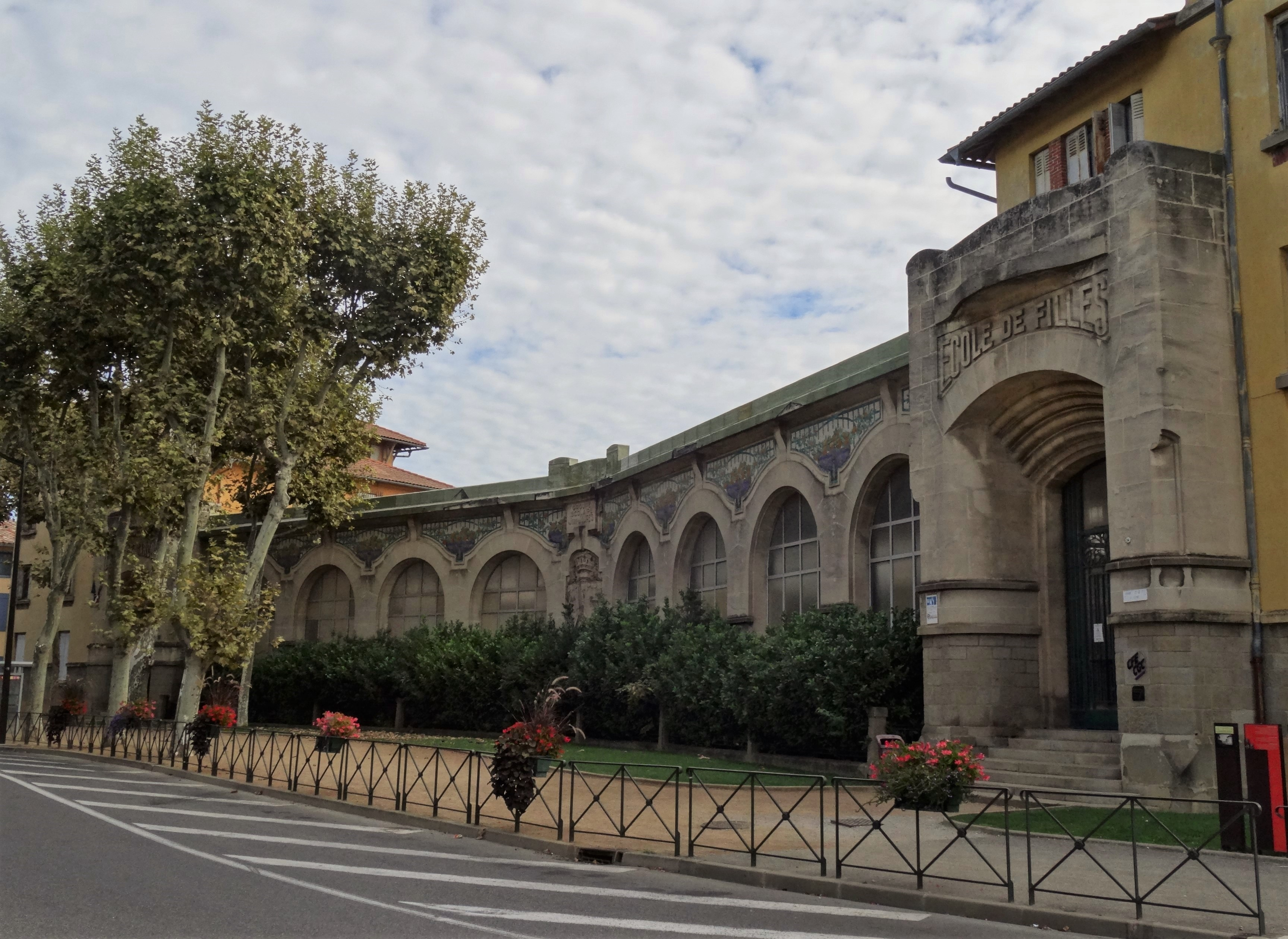
位于卡尔卡松市区的让·饶勒斯教育集团

### 教育
卡尔卡松属于蒙彼利埃学区。截止2018年底，卡尔卡松境内共有15所幼儿园、23所小学、8所初级中学、3所普通高中、3所职业高中和1所农业高中，其中三所学校设有大学校预科班。2018－2019年学年度，卡尔卡松境内中等阶段在校学生总人数为7,092人。
国立民用航空学院在卡尔卡松设有分校区，佩皮尼昂应用科技学院（IUT Perpignan）的部分专业亦在卡尔卡松授课。

### 医疗
截至2018年1月1日，卡尔卡松境内共有全科医生50名，保健师64名，牙医50名，护士114名，眼科医生10名，皮肤科医生4名，助产士8名，儿科医生4名和妇科医生3名。市区内共有药房46家。
卡尔卡松中心医院（Centre hospitalier de Carcassonne）位于卡尔卡松市区东部，是该市境内最大的综合性医疗机构。
此外，卡尔卡松境内还有8家养老院和2处残疾人帮扶中心。

### 住房
2017年，卡尔卡松境内共有各类住房27,296套，其中50.3%为独立式居民区，49%为集中式居民区。常住房屋占卡尔卡松市镇范围内居民建筑总量的82.8%。

### 商业
2018年，卡尔卡松境内共有各类实体商铺1,802家，其中餐厅337家、大型超市27家、杂货店36家、面包房54家、肉铺29家、书店21家、装饰品店7家、银行门店36家、美容美发店106家、汽车维修店89家。个体性的商铺主要位于卡尔卡松市中心，而卡尔卡松市区西部的布列特街区（Bouriette）和市区东北部的马热朗街区（Magellan）均有大型商场分布。

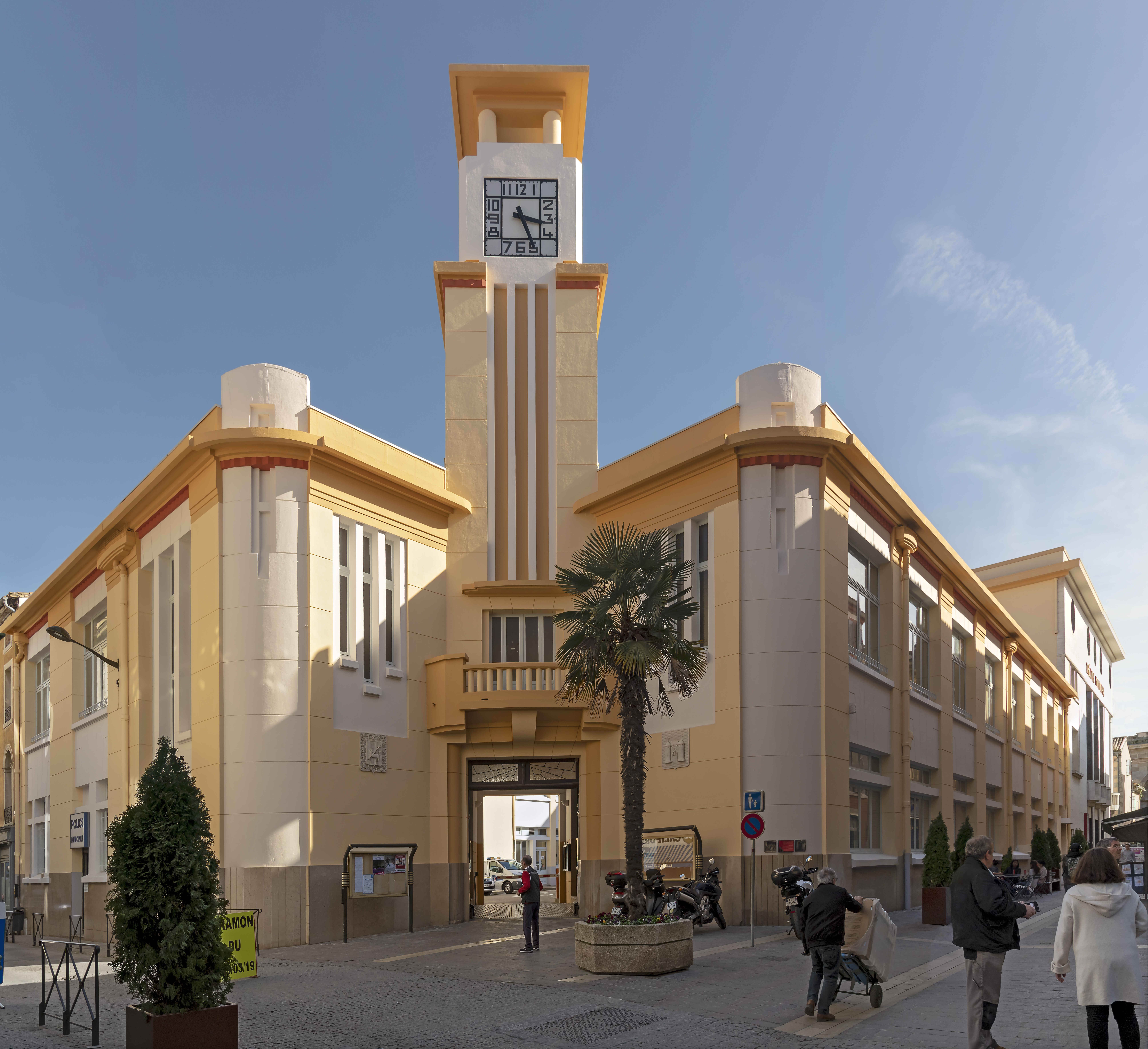
卡尔卡松警察局

### 体育
2019年，卡尔卡松境内共有4家游泳池、11间体育馆、3座综合体育场、18处网球场、2处马术场、16处足球或橄榄球场、11处篮球或排球场以及1处高尔夫球场。
卡尔卡松十三人体育联盟和卡尔卡松十五人制体育会是卡尔卡松的两支职业橄榄球俱乐部。此外，卡尔卡松还有多个不同体育项目的俱乐部，均由卡尔卡松体育局管理。

### 环境
卡尔卡松境内的环境和可持续发展事务由卡尔卡松城市圈公共社区负责。2015年，卡尔卡松市区内共有2家污染企业，当年的二氧化氮浓度平均值为31 µg/m³，高低于法国平均水平。

### 治安
卡尔卡松市区内共有一个派出所、一个国家宪兵队和一个消防站。
2014年，卡尔卡松及其附近地区共发生各类案件4,008起，其中盗窃类案件2,664起，占总数的66.5%；经济类案件331起，占总数的8.3%，毒品交易和运输案件210起，占总数5.2%。

## 文化

### 旅游
卡尔卡松是法国艺术与历史之城，卡尔卡松城堡是卡尔卡松的标志性旅游景点，已于1997年被列入世界文化遗产。流经卡尔卡松市区的米迪运河也是世界文化遗产之一。
卡尔卡松境内设有1处旅游接待中心（Office de Tourisme）。2020年，卡尔卡松境内共有35家宾馆共计1,577间房间；另有1个露营地，可容纳共200辆露营车。

### 媒体
法国本土主要的国家性电视台和广播电台在卡尔卡松均可接收，其中法国电视三台下属的奥克西塔尼大区频道在部分时段播放地区新闻。《南部追寻》是法国南部的重要地方性报刊媒体，总部位于图卢兹，在卡尔卡松设有分支，负责整个奥德省的发行。

## 友好城市
- 德国 埃根费尔登[59]
- 西班牙 拜萨[60]
- 德国 哈尔格斯海姆[61]
- 爱沙尼亚 塔林[62]